# Érection
«  Bandaison » redirige ici. Ne pas confondre avec Pendaison.
Cet article concerne l'érection masculine. Pour l'érection chez les femmes, voir Érection féminine. Pour les autres significations, voir Érection (homonymie).

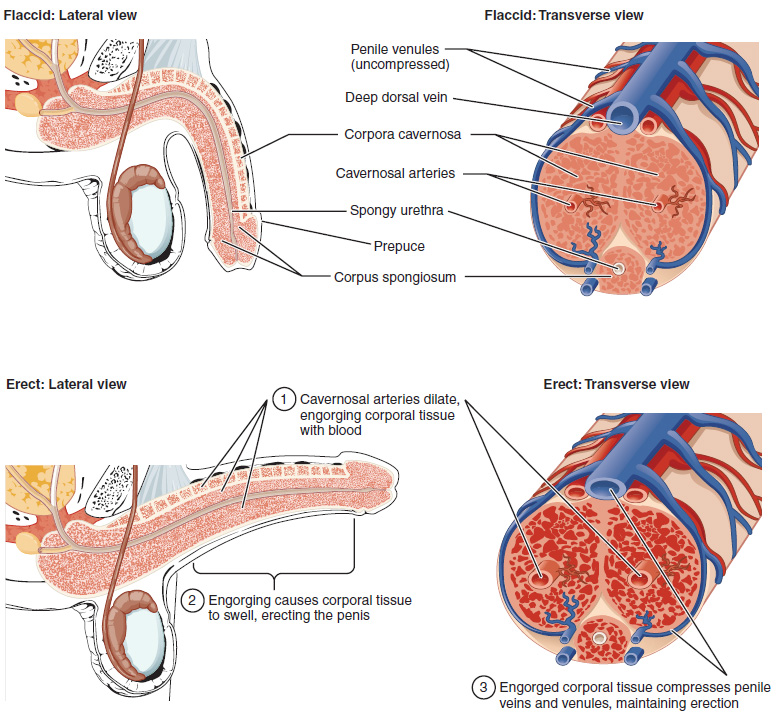
Diagramme des organes génitaux masculins.

L’érection est un phénomène physiologique dans lequel les corps caverneux se gorgent de sang rendant un organe ferme et dilaté. Cette érection est le résultat d’une interaction complexe de facteurs endocrines, psychologiques, neurologiques et vasculaires, et est habituellement, mais pas exclusivement, associée à l’excitation sexuelle ou l’attirance sexuelle.
Le pénis chez l'homme et le clitoris chez la femme sont des organes érectiles.
Les érections du pénis durant la nuit sont connues sous le terme de tumescence pénienne nocturne.

## Physiologie

### Mécanismes généraux

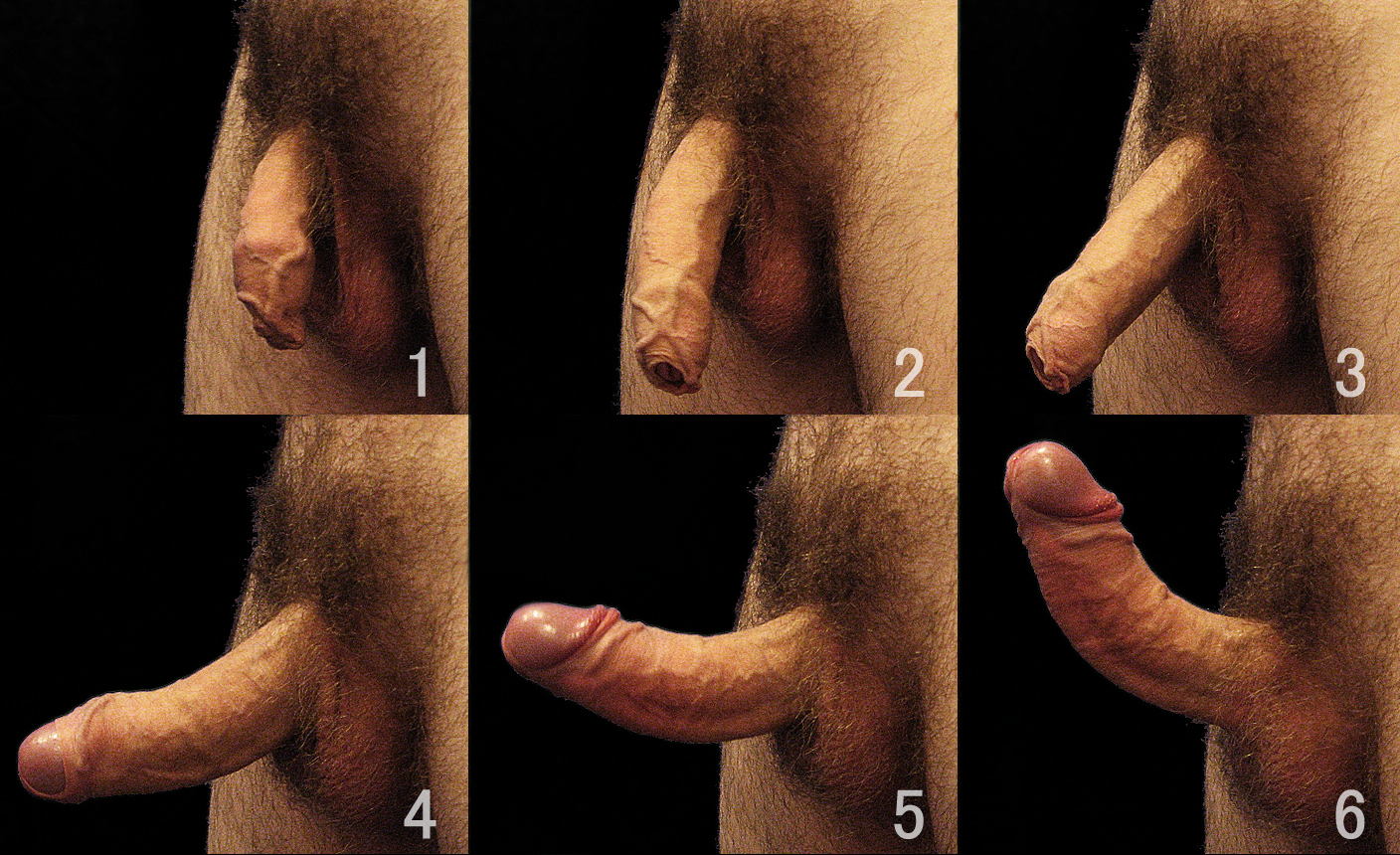
Image composite montrant le développement de l’érection masculine sur un homme souffrant d'une maladie de Lapeyronie.

D'un point de vue mécanique, l'érection est le durcissement temporaire d'une partie anatomiquement considérée molle, grâce à un « squelette hydrique » (comme les plantes) constitué par un fluide physiologiquement abondant dans le corps.

#### Cas des mammifères
L’érection pénienne survient lorsque les corps caverneux (deux structures anatomiques tubulaires parcourant la longueur du pénis et jouxtant le canal urogénital) s'engorgent de sang. Cela peut résulter de nombreux stimuli physiologiques, connus sous le terme de stimuli sexuels ou excitation sexuelle.
Le corps spongieux est une seule structure tubulaire localisée juste en dessous des corps caverneux, qui contient l’urètre à travers lequel l’urine et le sperme passent respectivement durant la miction et l’éjaculation. Il devient également légèrement engorgé de sang, mais moins que les corps caverneux.
À noter que le baculum participe à l'érection pénienne chez de nombreuses espèces. Chez les cétacés, les corps caverneux ont disparu au cours de l'évolution pour laisser place à des tissus fibreux et durs — l'érection n'est alors que le relâchement du muscle maintenant le pénis à l'intérieur de la fente génitale du mâle.

#### Cas des oiseaux
Chez les rares oiseaux possédant un pénis (autruche, canard), c'est la lymphe au lieu du sang qui permet et maintient l'érection pénienne.

### Activité sexuelle
Le gonflement, le durcissement et l'élargissement du pénis permettent le rapport sexuel. Le scrotum peut, mais pas exclusivement, se serrer lors d'une érection. Dans pratiquement tous les cas, le prépuce se rétracte automatiquement et petit à petit, exposant le gland, mais certains individus doivent rétracter manuellement leur prépuce.
Après l'éjaculation lors d'un rapport sexuel, d’une masturbation ou d’une fellation, l'érection se termine habituellement, mais cela peut prendre du temps, en fonction de la longueur et de l'épaisseur du pénis.

### Facteurs physiologiques et biochimiques

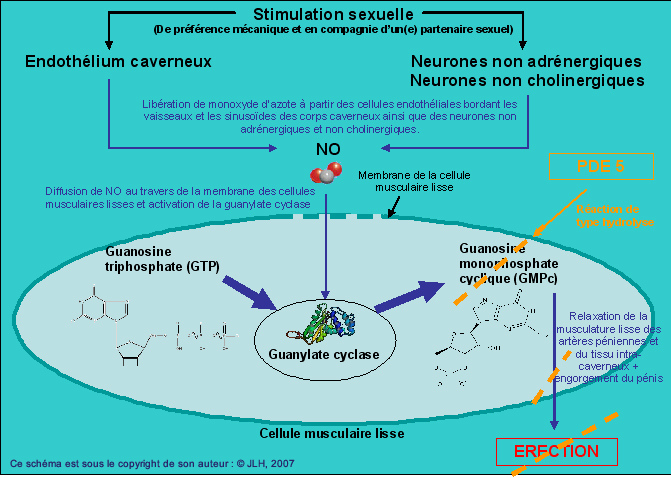
Schéma global de la réaction érectile chez l’homme et effet de la phosphodiestérase de type 5.

La stimulation sexuelle cause la libération de monoxyde d'azote qui est un des principaux médiateurs à l’origine d’une érection. Cette libération est localisée et démarre à partir des cellules endothéliales des corps caverneux d’une part et des neurones non adrénergiques et non cholinergiques d’autre part.
Sous contrôle de récepteurs spécifiques, les récepteurs P2y, et à l’intérieur du muscle, ce monoxyde d’azote active la guanylate cyclase, ce qui a pour conséquence d’entraîner une transformation de la guanosine triphosphate en guanosine monophosphate cyclique (GMPc). L’accumulation de GMPc mène, entre autres, à une relaxation de la musculature lisse des artères péniennes et du tissu intra-caverneux, ces dernières comprimant les petites veines et diminuant ainsi fortement le retour veineux, les deux[Lesquels ?] phénomènes contribuant ainsi à l’engorgement des corps caverneux du pénis et, in fine, à l’érection.
C’est de cette manière que la GMPc est en quelque sorte la clé de la thérapie médicamenteuse par les inhibiteurs de la PDE5 dans le traitement contre la dysfonction érectile. Car ceux-ci « inhibent » la PDE5 qui est à l’origine de la dégradation de ce nucléotide cyclique jouant un rôle prépondérant dans le mécanisme de l’érection pénienne.
La détumescence (ou fin de l'érection) est le phénomène inverse : la stimulation des récepteurs adrénergiques lors de l'orgasme provoque la vasoconstriction des artérioles qui vont décomprimer le réseau veineux et permettre l'évacuation du sang des corps caverneux.

## Troubles de l'érection

### Dysfonctionnement érectile
Le dysfonctionnement érectile est caractérisé par l’incapacité de développer ou de maintenir une érection,. L’étude sur le trouble de l'érection est nommée andrologie, un autre champ de l’urologie. Aujourd'hui on n'utilise plus le terme « impuissance érectile ».
Le dysfonctionnement érectile peut survenir pour diverses raisons physiologiques et psychologiques, dont la plupart peuvent être médicalement soignées. Les raisons physiologiques communes incluent diabète, rhinite, alcoolisme chronique, sclérose en plaques, athérosclérose, maladie vasculaire et maladies neurologiques qui ne comptent pas moins de 70 % des cas de dysfonction érectile. Certaines substances utilisées pour soigner d’autres conditions, telles que le lithium et la paroxétine, peuvent causer des dysfonctions érectiles,.

### Priapisme
Le priapisme est une érection incontrôlée et prolongée du pénis en dehors de toute excitation sexuelle. Elle est douloureuse, et surtout dangereuse. Un pénis qui ne retrouve pas son état de flaccidité normale au bout de quatre heures est une urgence médicale absolue qui doit être traitée par un médecin.